# Брянковский завод бурового оборудования
Брянковский завод бурового оборудования "БЗБО" — промышленное предприятие в городе Брянка Луганской области. В советское время завод входил в число ведущих предприятий города, на балансе предприятия находились объекты социальной инфраструктуры.

## История
Завод был создан в 1940 году в соответствии с третьим пятилетним планом развития народного хозяйства СССР.
1940 г. В пос. Брянка, являвшемся в то время частью города Серго (Луганская обл., Украина), по решению правительства СССР на базе механической мастерской Серговской геологоразведочной партии образуется дроболитейный завод.
В ходе боевых действий Великой Отечественной войны и немецкой оккупации предприятие пострадало, но в соответствии с четвёртым пятилетним планом восстановления и развития народного хозяйства СССР было восстановлено.
1948 г. Распоряжением Совета Министров СССР завод переименован в «Серговский завод запасных частей и инструментов». В состав завода вошли 5 основных цехов: механический, слесарно-сборочный, литейный, кузнечный и инструментальный, общей производственной площади 517 кв.м. Общая численность работающих достигла 433 человек.
1957 г. На заводе, переименованном в «Кадиевский машиностроительный завод бурового оборудования» (город Серго получил новое название Кадиевка), начинается масштабная реконструкция, ведется строительство новых объектов.
1970 г. Приказом Министерства геологии УССР завод д получил новое название «Брянковский государственный завод бурового оборудования». К этому времени Брянка получает статус города находящегося в областном подчинении.
1976 г. «Брянковский завод бурового оборудования» приступает к серийному производству усовершенствованных микрорезцовых самозатачивающихся твердосплавных коронок СА-5 и СА-6 (ГОСТ).
1990 г. Выпуск буровых твердосплавных коронок составил 580 000 шт. в год.
В мае 1995 года Кабинет министров Украины утвердил решение о приватизации завода, после чего государственное предприятие было преобразовано в открытое акционерное общество.
После провозглашения независимости Украины завод был передан в ведение государственного комитета геологии Украины.
1990-2000e годы После распада СССР БЗБО переживает те же трудности, что и вся экономика на постсоветском пространстве. Но с началом нового тысячелетия начинается рост производства. Так, выпуск продукции БЗБО в 2007 году по сравнению с предыдущим годом вырос на 79,8% (в то время как в среднем рост производства на машиностроительных предприятиях Луганской области составил 51%).
По состоянию на начало 2006 года, завод являлся крупнейшим действующим промышленным предприятием города, специализацией завода являлось производство и ремонт бурового и горно-шахтного оборудования. Кроме того, завод изготавливал металлоконструкции и освоил производство пружин сжатия методом горячей навивки.
В 2007 году собственником 51% акций завода стала компания ЗАО "Геомаш-Центр", в июле 2011 года принадлежавший компании контрольный пакет акций был продан, его новым владельцем стал руководитель луганской компании "ЛМЦ" Игорь Андриенко.